# Де Йонг, Антуанетта
Антуанетта Рейпма-де Йонг (нидерл. Antoinette Rijpma-de Jong; род. 6 апреля 1995 года, Роттум, Нидерланды) — нидерландская конькобежка, 5-кратная чемпионка мира и 9-кратная призёр, трёхкратная чемпионка Европы в классическом многоборье (2019, 2021, 2023), бронзовый призёр Олимпийских игр 2018 года и 2022 года, а также серебряный олимпийский призёр 2018 года.

## Биография
Антуанетта де Йонг родилась в небольшой деревне, где проводила время среди пони и лошадей, которых разводили её мама вместе с дедушкой. Когда Антуанетте было 4 года, у неё появился свой первый пони и она увлеклась конным спортом, в котором завоевала 2 национальных титула. Но в 6 лет ей пришлось сделать выбор между катанием на коньках и верховой ездой. Это был самый трудный выбор в её жизни и она выбрала конькобежный спорт. Она также участвовала в шоссейных велогонках. Будучи ученицей класса "Б", Антуанетта начала тренироваться под руководством тренера Хенка Гемсера, у которого многому научилась и таким образом заложила хороший фундамент для всей своей карьеры конькобежца.
В течение 3-х лет она тренировалась у нескольких тренеров в провинции Фрисландия. Под руководством опытного тренера Фрица Вуды она благополучно завершила свои годы в этом регионе. В возрасте 16 лет де Йонг была включена в состав юниорской сборной под руководством Эрика Боумана. В сезоне 2011/12 годов она дебютировала на Кубке мира среди юниоров, и сразу смогла одержать две победы. На чемпионате мира среди юниоров в многоборье в том же году поднялась на 4-е место в общем зачёте.
8 ноября 2013 года на этапе Кубка мира в Калгари побила мировой рекорд для юниоров на дистанции 3000 м, принадлежавший Мартине Сабликовой. На зимних Олимпийских играх 2014 года она была второй самой молодой спортсменкой от Нидерландов, когда-либо участвовавшей в зимних играх и стала седьмой на дистанции 3000 м. В сезоне 2014/15 годов Антуанетта подписала свой первый контракт с коммерческой конькобежной командой, но результаты были отложены из-за травмы.
После этого она перешла в команду "4Gold". Команда, которая продолжила работу через шесть месяцев под названием лизинговой компании "JustLease", где она стала подругой по команде Ирен Вюст. В начале 2016 года Антуанетта стала чемпионкой страны в женском многоборье. На международном уровне она сумела заявить о себе как старшеклассница, заняв призовые места на этапах Кубка мира и завоевав индивидуальную медаль на чемпионате мира по дистанционным гонкам и чемпионате мира по многоборью.
Во время олимпийского отборочного турнира в декабре 2017 года Антуанетта обеспечила участие в Олимпийских играх. На зимних Олимпийских играх в Пхёнчхане на дистанции 3000 метров Антуанетта завоевала первую для себя личную бронзовую медаль Олимпиад, с результатом 4.00,02, проиграв 0,81 секунды Олимпийской чемпионке Карлейн Ахтеректе, и завоевала серебро в командной гонке преследования среди женщин.
В сезоне 2018/19 де Йонг заключила контракт с командой "Team Jumbo-Visma" под руководством Жака Ори. В тот сезон выиграла чемпионат страны в забеге на 3000 м, первый титул чемпиона Европы в многоборье, два "серебра" на чемпионате мира в Инцелле на дистанции 3000 м и в командной гонке  и бронзовую медаль в многоборье на чемпионате мира в Калгари.
В сезоне 2019/20 она одержала победу в командной гонке на чемпионате Европы на отдельных дистанциях в Херенвене и в многоборье на чемпионате Нидерландов. В феврале на чемпионате мира на отдельных дистанциях в Солт-Лейк-Сити стала 2-й в командной гонке и на чемпионате мира в Хамаре заняла 3-е место в сумме многоборье.
В 2021 году Антуанетте продолжила серию побед в многоборье на чемпионате Европы и чемпионате страны, а также на дистанции 3000 м и в командной гонке на чемпионате мира в Херенвене.
В январе 2022 года продлила контракт с командой "Team Jumbo-Visma" до сезона 2023/24. Следом участвовала на чемпионате Европы в Херенвене, где выиграла золотые медали в командной гонке и на дистанции 1500 м и серебряную медаль на 3000 м. На XXIV зимних Олимпийских играх в феврале 2022 года в Пекине, Антуанетта на дистанции 1500 метров завоевала олимпийскую бронзовую медаль, финишировав с отставанием от победительницы Ирен Вюст на 1,54 секунды.
В сезоне 2022/23 де Йонг одержала победу на Кубке мира в Херенвене на дистанции 1500 м, выиграла чемпионат Нидерландов в многоборье и в январе 2023 года победила в третий раз в классическом многоборье на чемпионате Европы в Хамаре. В марте на чемпионате мира на отдельных дистанциях в Херенвене выиграла серебряную медаль в забеге на 1000 м и золотую на дистанции 1500 м.

## Спортивные результаты
| Год  | Чемпионат Нидерландов на отдельных дистанциях | Чемпионат Нидерландов в спринтерском многоборье | Чемпионат Нидерландов в многоборье | ЧМ мира многоборье  | ЧМ отдельные дистанции               | Чемпионат Европы    | Чемпионат Нидерландов среди юниоров | Чемпионат мира среди юниоров            | Олимпийские игры         |
| ---- | --------------------------------------------- | ----------------------------------------------- | ---------------------------------- | ------------------- | ------------------------------------ | ------------------- | ----------------------------------- | --------------------------------------- | ------------------------ |
| 2009 |                                               |                                                 |                                    |                     |                                      |                     | 9e Юниор. C                         |                                         |                          |
| 2010 |                                               |                                                 |                                    |                     |                                      |                     | Юниор. C                            |                                         |                          |
| 2011 |                                               |                                                 |                                    |                     |                                      |                     | Юниор. B                            |                                         |                          |
| 2012 | 14e 500 м 13e 1500 м                          | 16e (16e, 13e, 15e, 16e)                        | 10e (8e, 10e, 7e, 9e)              |                     |                                      |                     |                                     | 5e (5e, 6e, 4e, 5e) DNF командная гонка |                          |
| 2013 | 11e 1000 м 7e 1500 м 5e 3000 м 8e 5000 м      |                                                 | 5e (5e, 7e, 6e, 5e)                |                     |                                      | 5e · (, 8e, 6e, 5e) | Юниор. A                            | · (4e, , ) · командная гонка            |                          |
| 2014 | 8e 1000 м · 8e 1500 м · 3000 м · 5000 м       |                                                 |                                    |                     |                                      |                     |                                     |                                         | 7e 3000 м                |
| 2015 | 16e 1000 м · 1500 м · 12e 3000 м · 7e 5000 м  |                                                 | NC9 (10e, 18e, 15e, -)             |                     |                                      |                     |                                     |                                         |                          |
| 2016 | 5e 1500 м · 3000 м · 4e 5000 м                |                                                 | · (, )                             | · (5е, , 4е, )      | 3000 м · командная гонка             | · (, 4e, 4e, 5е)    |                                     |                                         |                          |
| 2017 | 6e 1500 м · 3000 м · 5000 м                   |                                                 |                                    | 4e · (7e, , 5e, )   | 3000 м · 6e 5000 м · командная гонка | · (, , 4е)          |                                     |                                         |                          |
| 2018 | 4e 1500 м · 3000 м · 5000 м                   |                                                 |                                    | 4e (4e, 5e, 6e, 5e) |                                      |                     |                                     |                                         | 3000 м · командная гонка |
| 2019 | 1000 м · 1500 м · 3000 м · 4e 5000 м          |                                                 |                                    |                     | 3000 м                               | · (, )              |                                     |                                         |                          |

* (500 м, 3000 м, 1500 м, 5000 м)

## Личная жизнь
Антуанетта де Йонг состоит в отношениях с велосипедистом Коэном Рейпмой с октября 2019 года.  В 2020 году была с ним помолвлена